# Guiraut de Tholoza
Guiraut d'Espanha o d'Espagna o de Tholoza (fl. 1245-1265) è stato un trovatore di ultima generazione, attivo in Provenza alla corte di Carlo d'Angiò e della contessa Beatrice, alla quale molti dei suoi componimenti poetici sono indirizzati.
In base ai diversi manoscritti, Guiraut risulta essere originario della Spagna o di Tolosa. Della sua opera ci restano dieci dansas, una pastorela e una baladeta. Una delle sue dansas, Ben volgra s'esser poges, sopravvive con la melodia. Essa inizia con i seguenti versi:
c'amors si gardes d'aytan

que non feses fin ayman

c'Amor cur si prendesse 

di non farmi fine amante

sceglier ciò che gli aggrada.»
(Guiraut de Tholoza, Ben volgra s'esser poges, vv. 1-4)
E termina:
que'l reys Karles fay gent chan,

per aquo as el ti man

che re Carlo gentil canti fece.

Io a lui ti mando 

per il suo vero merito.»
(Guiraut de Tholoza, Ben volgra s'esser poges, vv. 43-46)
Scrisse inoltre Per amor soi gai.